# Saulė Bliuvaitė
Saulė Bliuvaitė (* 1994 in Kaunas) ist eine litauische Filmregisseurin und Drehbuchautorin. Für ihr Spielfilmdebüt Toxic (2024) gewann sie beim Locarno Film Festival den Hauptpreis Goldener Leopard. Der Film kam 2025 regulär in die deutschen Kinos.

## Leben und Karriere
Saulė Bliuvaitė wuchs in Vilijampolė auf. Nach dem Abitur am Saulės-Gymnasium Kaunas, wobei sie drei Zentralabitur-Prüfungen mit der maximalen 100-Punkte-Zahl bestand, studierte sie von September 2013 bis Juni 2014 Journalistik an der Universität Vilnius. Von September 2014 bis Juni 2018 absolvierte sie das Bachelorstudium Filmregie an der staatlichen Litauischen Musik- und Theaterakademie (LMTA) in der litauischen Hauptstadt Vilnius. Während dieser Zeit drehte sie vier Kurzfilme, die auf litauischen und ausländischen Filmfestivals gezeigt wurden. Sie schloss das Studium 2018 mit dem Bachelor ab.
Im Jahr 2019 war sie als Koautorin und -editorin an dem historischen Spielfilm Izaokas (Isaac) von Jurgis Matulevičius beteiligt. Das Werk wurde für den Europäischen Filmpreis nominiert und war Litauens Beitrag für eine Oscar-Nominierung 2022 in der Kategorie Bester Internationaler Film.
Für Limousine (2021) wurde Bliuvaitė mit Preisen auf dem deutschen Filmfestival GoEast und dem Internationalen Filmfestival Warschau bedacht. Der 15-minütige Dokumentarkurzfilm zeigt unterschiedlichste Personengruppen auf der verzweifelten Suche nach Unterhaltung in einer titelgebenden Limousine.
Den internationalen Durchbruch ebnete Bliuvaitė ihr Spielfilmdebüt Toxic (2024). Das Drama handelt von zwei 13-jährigen Mädchen, die ihrer trost- und perspektivlosen litauischen Heimatstadt entkommen wollen. Dafür treiben sie ihre Körper in einer Modelschule bis an die Grenzen heran. Das Drehbuch zum Film basiert auf selbst gemachten Erfahrungen Bliuvaitės als Jugendliche. Die Hauptrollen spielen Ieva Rupeikaitė (Kristina) und Vesta Matulytė (Marija); Eglė Gabrėnaitė verkörpert die skrupellose Modelagentin Romas. Gedreht wurde der Film mit Kameramann Vytautas Katkus im 4:3-Format, dessen Digitalbilder das entindustrialisierte litauische Hinterland mit Kraftwerken, Hochspannungsleitungen und provisorischen Containermärkten in markanten Kompositionen einfangen. Bliuvaitė zeigt darin unverblümt, wie ihre Figuren mithilfe von Rauchen, Erbrechen, Wattepads oder sogar einem bestellten Bandwurm versuchen, fragwürdigen Schönheitsidealen gerecht zu werden.
Toxic wurde in den internationalen Wettbewerb des 77. Filmfestivals von Locarno eingeladen. Dort wurde das Werk von der Jury unter Leitung der Österreicherin Jessica Hausner mit dem Hauptpreis Goldener Leopard geehrt. Weiter Auszeichnungen für Bliuvaitė waren unter anderem der Swatch First Feature Award für das sektionsübergreifend beste Spielfilmdebüt sowie der Preis der Ökumenischen Jury.

## Filmografie (Auswahl)
- 2016: Life Is Beautiful and Neverending (Gyvenimas yra grazus ir niekada nesibaigia; Kurzfilm, 19 min)
- 2017: Yana (Kurzfilm, 30 min)
- 2019: The Contest (Kurzfilm, 26 min)
- 2021: Limousine (Dokumentarkurzfilm, 15 min)
- 2024: Toxic (Akiplėša)

## Auszeichnungen (Auswahl)
- 2021: GoEast – RheinMain Kurzfilmpreis (Limousine)
- 2021: Internationales Filmfestival Warschau – Bester Dokumentarkurzfilm (Limousine)
- 2024: Locarno Film Festival – Goldener Leopard, Swatch First Feature Award und Preis der Ökumenischen Jury (Toxic)